# Сара Снук
Сара Снук (англ. Sarah Snook; нар. 1 грудня 1987, Аделаїда, Південна Австралія) — австралійська акторка, лауреат премії «Еммі», «Тоні», двічі «Золотий глобус» та премія Лоуренса Олів'є. Найбільш відома головною роллю Шів Рой у серіалі «Спадщина» (2018 — дотепер).
Випускниця Національного інституту драматичного мистецтва, Снук розпочала кар'єру в рідній Австралії. Здобула раннє визнання за ролі у фільмах «Сестри війни» (2010), «Допоможіть стати батьком» (2012), «Останні години» (2013), «Призначення» (2014), «Джессабель» (2014), «Кравчиня» (2015), «Стів Джобс» (2015) та «Скляний замок» (2017). За свою проривну роль Шива Роя в комедійно-драматичному серіалі HBO «Наступництво» (2018–2023), яка отримала схвальні відгуки критиків, отримала премію «Еммі» за найкращу головну жіночу роль у драматичному серіалі.
Поза межами «Спадщини» Снук зіграла у фільмах «Американський солоний розсіл» (2020), «Шматочки жінки» (2020), «Біжи, кролику, біжи» (2023), «Шапочка-міхур» (2023) та «Мемуари равлика» (2024). Задіяна у постановках Вест-Енду та Бродвею, остання з яких стала її бродвейським дебютом, у постановці «Портрет Доріана Грея» (2024–2025), за яку отримала премію Лоуренса Олів'є та премію «Тоні» за найкращу жіночу роль у п'єсі. Серед інших театральних робіт – ролі у виставах «Король Лір» (2009), «Майстер-будівельник» (2016) та «Свята Джоан» (2018).

## Життєпис

### Раннє життя
Народилася 1987 року в Аделаїді, Південна Австралія, і виросла у передмісті Іден-Гіллз. У неї є дві старші сестри. Батько, продавець басейнів, і мати, яка доглядала за літніми людьми, розлучилися, коли Сара була малою. Вона відвідувала гімназію Святого Іоанна в Белері і виграла стипендію для навчання в Скотч-коледжі в Торренс-парку. Першою оплачуваною роботою стала фея на дитячих днях народження.
У 2008 році закінчила Сіднейський національний інститут драматичного мистецтва.

### Кар'єра
Перебуваючи в NIDA, Снук зіграла у виставах «Макбет» та «Галіполі». Згодом з'явилася у «Королі Лірі» з Державною театральною компанією Південної Австралії і в ролі Святої Джоан у постановці Сіднейської театральної компанії в 2018 році.
Сара Снук знялася у фільмах «Допоможіть стати батьком» (2012), «Останні години» (2013), Призначення» (2014) та «Джезабель» (2014). Наразі Снук грає головну роль у серіалі HBO «Спадщина» у ролі Шіван «Шів» Рой.
У грудні 2021 року вона замінила Елізабет Мосс у головній ролі у фільмі жахів, «Біжи, кролик, біжи», режисера Дайна Рід У січні 2022 року Снук знялася у фільмі «Пузир-шапочка» разом із Крістін Гор та Деміаном Кулашем.

### Особисте життя
У 2020 році Сара Снук почала зустрічатися з австралійським коміком Дейвом Лоусоном. Вони одружилися в 2021 році на задньому дворі будинку Снук у Брукліні.

## Фільмографія

### Фільми
| Рік  | Назва                           | Роль                    | Примітки         |
| ---- | ------------------------------- | ----------------------- | ---------------- |
| 2010 | Кришталевий джем                | Кристал                 | Короткометражний |
| 2011 | Найкраща людина                 | Ісла                    | Короткометражний |
| 2011 | Спляча красуня                  | Одноквартирник          |                  |
| 2012 | Не підходить для дітей          | Стіві                   |                  |
| 2013 | Ці останні години               | Мати Менді              |                  |
| 2014 | Призначення                     | Джейн / Джон            |                  |
| 2014 | Джесабель                       | Джессі Лоран            |                  |
| 2015 | Кравчиня                        | Гертруда «Труді» Пратт  |                  |
| 2015 | Дивак                           | Емілі Марш              |                  |
| 2015 | Тримаючи Чоловіка               | Пепе Тревор             |                  |
| 2015 | Стів Джобс                      | Андреа «Енді» Каннінгем |                  |
| 2017 | Скляний замок                   | Лорі Воллс              |                  |
| 2018 | Вінчестер                       | Меріан Марріотт         |                  |
| 2018 | Братське гніздо                 | Піщаний                 |                  |
| 2020 | Законсервований по-американськи | Сара Грінбаум           | [ 18 ]           |
| 2020 | Шматочки жінки                  | Сюзанна                 |                  |
| TBA  | Пузир Beanie                    |                         | Зйомка           |

### Телесеріали
| Рік            | Назва              | Роль                     | Примітки                                                          |
| -------------- | ------------------ | ------------------------ | ----------------------------------------------------------------- |
| 2009           | Всіх святих        | Софі                     | Епізод: «Криві кулі»                                              |
| 2010           | Сестри війни       | Лорна Вайт               | Телевізійний фільм                                                |
| 2011           | Упаковано до крокв | Джоді Вебб               | 2 епізоди                                                         |
| 2011           | Брати по крові     | Деббі Франклін           | Телевізійний фільм                                                |
| 2011           | Моє місце          | Мінна Мюллер             | Епізод: «Генрі 1878»                                              |
| 2011           | Жорстокий          | Антонія                  | 10 епізодів                                                       |
| 2013           | Редферн зараз      | Офіцер Сара Дональдсон   | Епізод: «Собаки війни»                                            |
| 2014           | Муді               | Луїза                    | Епізод: «З ювілеєм, Кевін і Марі»                                 |
| 2015           | Таємна річка       | Сал Торнхіл              | Головна роль; 2 епізоди                                           |
| 2015           | Прекрасна брехня   | Анна                     | Головна роль; 6 епізодів                                          |
| 2016           | Чорне дзеркало     | Медіна                   | Епізод: " Люди проти вогню "                                      |
| 2018 — дотепер | Наслідування       | Шивон «Шів» Рой          | Головна роль; 29 епізодів                                         |
| 2019           | Робот Курка        | Кінь Роуз / Мідж (голос) | Епізод: «Снупі Каміно Ліндо в: Швидкий і брудний постріл білочки» |
| 2020           | Споріднені душі    | Ніккі                    | Епізод: «Вододіл»                                                 |

## Театр
| Рік  | Назва                | Роль                | Театр                                    | Ref.   |
| ---- | -------------------- | ------------------- | ---------------------------------------- | ------ |
| 2009 | Король Лір           | Корделія            | State Theatre Company of South Australia |        |
| 2016 | Будівельник          | Гільде Вангель      | The Old Vic, West End                    |        |
| 2018 | Святя Джоанна        | Жанна д'Арк         | Sydney Theatre Company, Австралія        |        |
| 2024 | Портрет Доріана Грея | Доріан Грей та інші | Theatre Royal Haymarket, West End        | [ 19 ] |
| 2025 | Портрет Доріана Грея | Доріан Грей та інші | «Музична скринька», Бродвей              | [ 20 ] |

## Нагороди та номінації
| Рік  | Нагорода                                                     | Категорія                                                                  | Робота                 | Результат    |
| ---- | ------------------------------------------------------------ | -------------------------------------------------------------------------- | ---------------------- | ------------ |
| 2011 | 53-й щорічний телевізійний тиждень Logie Awards              | Найвидатніший новий талант                                                 | Прекрасна брехня       | Номінація    |
| 2012 | 1-а премія AACTA                                             | Найкраща жіноча роль у телевізійній драмі                                  | Сестри війни           | Перемога     |
| 2013 | Друга премія AACTA                                           | Найкраща жіноча роль у головній ролі                                       | Не підходить для дітей | Номінація    |
| 2013 | Коло кінокритиків Австралії                                  | Найкраща акторка                                                           | Не підходить для дітей | Перемога     |
| 2015 | 4-а премія AACTA                                             | Найкраща жіноча роль у головній ролі                                       | Приречення             | Перемога     |
| 2015 | 5-а премія AACTA                                             | Найкраща жіноча роль у телевізійній драмі                                  | Таємна річка           | Номінація    |
| 2015 | 5-а премія AACTA                                             | Найкраща жіноча роль другого плану                                         | Кравчиня               | Номінація    |
| 2015 | Австралійська асоціація кінокритиків                         | Найкраща жіноча роль другого плану                                         | Приречення             | Номінація    |
| 2015 | Австралійська асоціація кінокритиків                         | Найкраща жіноча роль другого плану                                         | Ці останні години      | Перемога     |
| 2015 | Коло кінокритиків Австралії                                  | Найкраща акторка                                                           | Приречення             | Перемога     |
| 2016 | Австралійська асоціація кінокритиків                         | Краща жіноча роль другого плану                                            | Кравчиня               | Номінація    |
| 2016 | Австралійська асоціація кінокритиків                         | Краща жіноча роль другого плану                                            | Дивак                  | Номінація    |
| 2016 | Коло кінокритиків Австралії                                  | Найкраща акторка                                                           | Кравчиня               | Номінація    |
| 2016 | 58-й щорічний телевізійний тиждень Logie Awards              | Найвидатніша акторка                                                       | Прекрасна брехня       | Номінація    |
| 2020 | 10-а церемонія вручення премії «Вибір телевізійних критиків» | Найкраща жіноча роль у драматичному серіалі                                | Спадщина               | Номінація    |
| 2020 | 72-а церемонія вручення премії «Еммі»                        | Найкраща жіноча роль другого плану в драматичному серіалі                  | Спадщина               | Номінація    |
| 2022 | 11-а Міжнародна премія AACTA                                 | Найкраща жіноча роль у серіалі                                             | Спадщина               | Номінація    |
| 2022 | 12-а церемонія вручення премії «Вибір телевізійних критиків» | Найкраща жіноча роль другого плану в драматичному серіалі                  | Спадщина               | Перемога     |
| 2022 | 79-а церемонія вручення премії «Золотий глобус».             | Найкраща жіноча роль другого плану — серіал, мінісеріал або телефільм      | Спадщина               | Перемога     |
| 2022 | 28-а премія Гільдії кіноакторів                              | Премія Гільдії кіноакторів за видатну роль ансамблю в драматичному серіалі | Спадщина               | Перемога     |
| 2022 | 28-а премія Гільдії кіноакторів                              | Премія Гільдії кіноакторів за видатну роль акторки в драматичному серіалі  | Спадщина               | Номінація    |
| 2022 | 26-а церемонія вручення премії «Супутник»                    | Найкраща жіноча роль у драматичному/жанровому серіалі                      | Спадщина               | Перемога     |
| 2022 | 26-а церемонія вручення премії «Супутник»                    | Найкращий ансамбль: Телебачення                                            | Спадщина               | Перемога     |
| 2022 | 74-а церемонія вручення премії «Еммі»                        | Найкраща жіноча роль другого плану в драматичному серіалі                  | Спадщина               | В очікуванні |